# La Maladrerie (Caen)
Pour les articles homonymes, voir Maladrerie.
La Maladrerie est un quartier du nord-ouest de Caen à proximité de Saint-Germain-la-Blanche-Herbe.

## Histoire

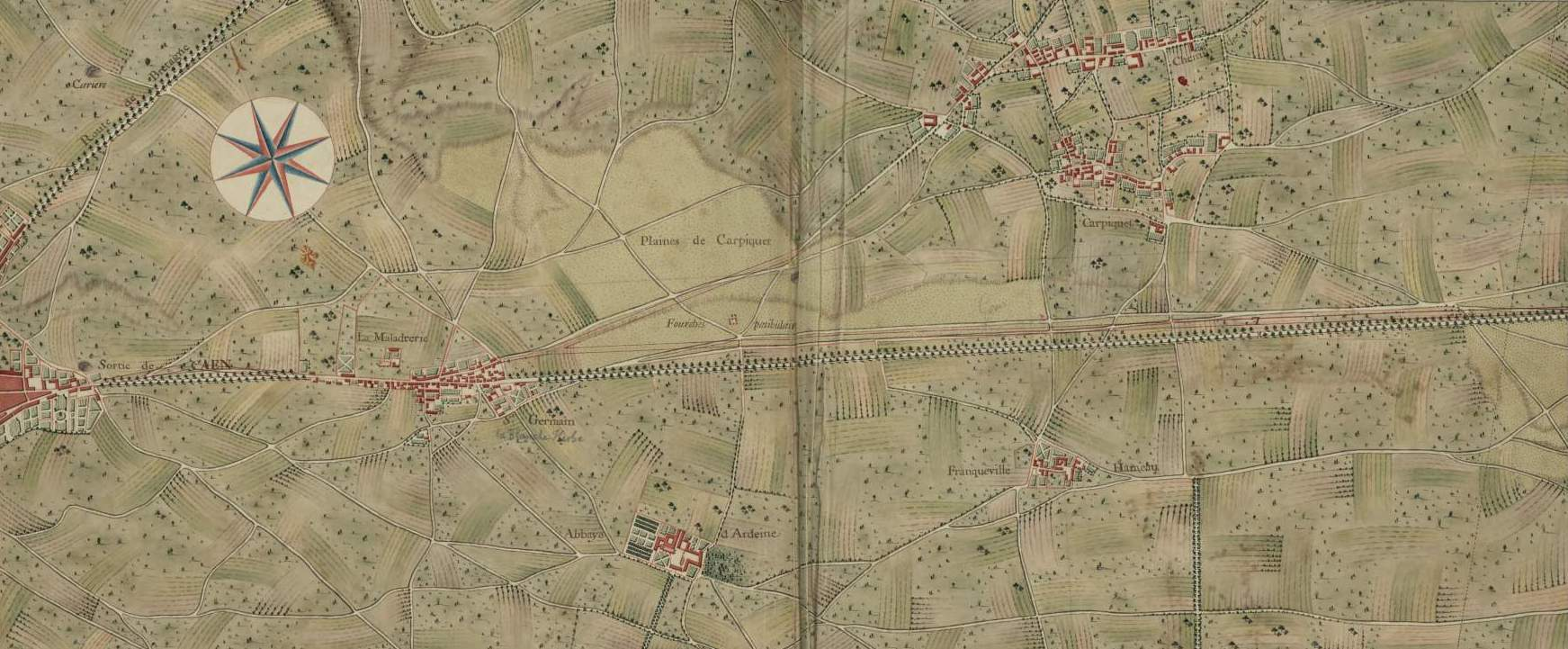
La Maladrerie sur lAtlas de Trudaine.

Jusqu'au XXe siècle, la Maladrerie est un hameau sur la route de Caen à Bayeux à proximité de la Maladrerie de Beaulieu qui lui a donné son nom. Ce hameau formait une petite agglomération avec le bourg de Saint-Germain-la-Blanche-Herbe. Le hameau n'avait pas d'église et les habitants dépendaient de l'église de Saint-Germain-la-Blanche-Herbe ; une ordonnance royale en date du 22 mai 1822 prévoit ainsi que la ville de Caen doit payer les 4/5 des dépenses d'entretien de l'église et du cimetière de Saint-Germain-la-Blanche-Herbe.
Tous les 28 octobre, se tenait une foire dite « de Saint-Simon et Saint-Jude », « de Beaulieu », « des Malades » ou « de Bicêtre » à partir de la fin du XVIIIe siècle. Elle se tenait à l'origine dans l'enclos même, puis à l'extérieur dans le « champ sur Venoix ». La dernière foire commerciale se tint en 1913.
La pierre de Caen était extraite des nombreuses carrières souterraines se trouvant dans le secteur de la Maladrerie et de Venoix. 
À partir du milieu du XIXe siècle, le hameau est relié au centre de Caen par un tramway (d'abord hippomobile, puis électrique). En 1878, est ouverte une halte ferroviaire sur le raccordement de la ligne de Caen à la mer au réseau de la Compagnie des chemins de fer de l'Ouest. Le hameau se trouve peu à peu rattaché à l'espace urbain caennais (construction de l'actuelle institution Saint-Paul en 1869-1874, de l'actuelle maison d'arrêt de Caen en 1904 ; aménagement de la pépinière Letellier, puis Kaskoreff) ; l'urbanisation reste toutefois lâche et se limite aux alentours de la rue de Bayeux. Ce n'est qu'après la Seconde guerre mondiale que le quartier connait un développement important.

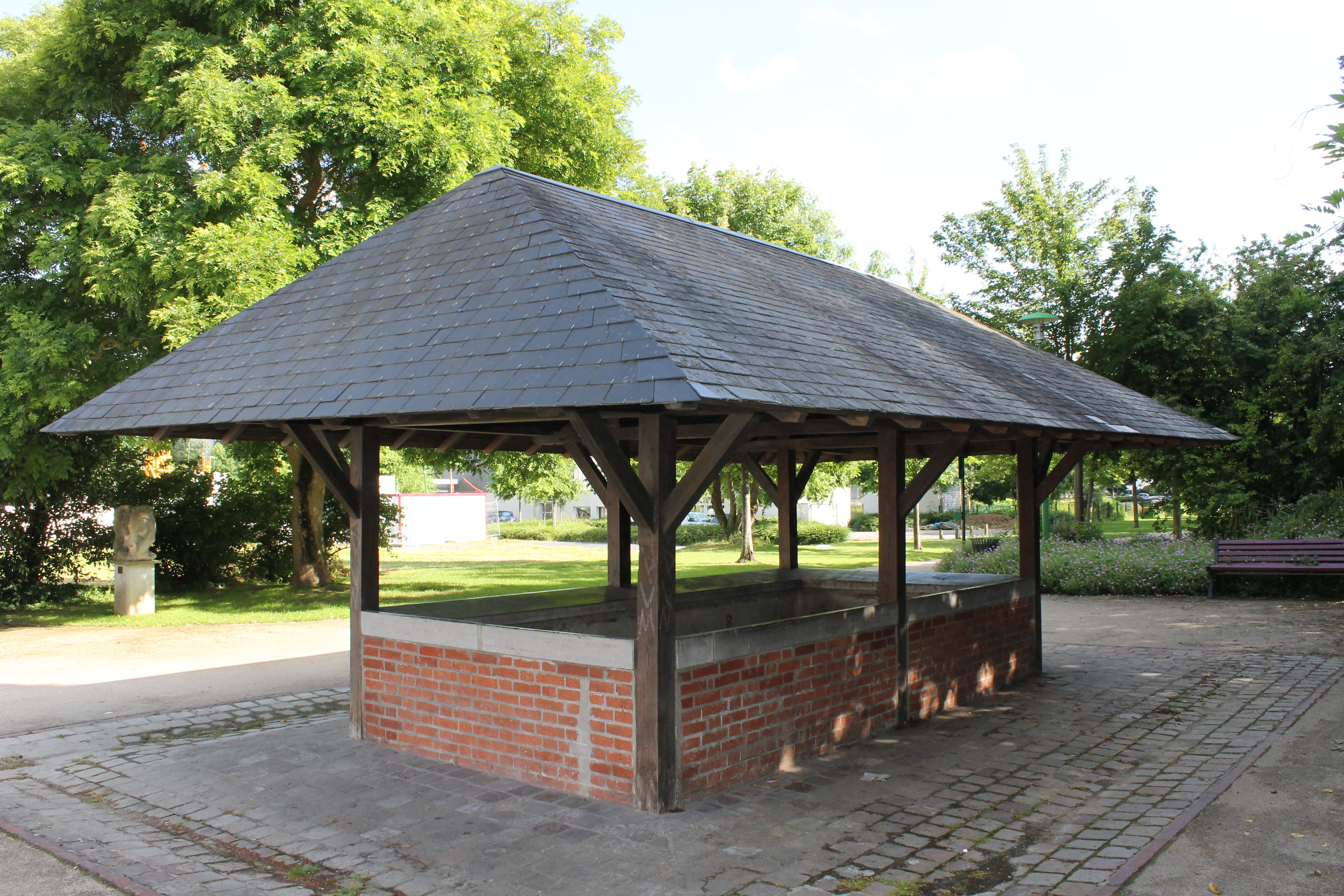
Le lavoir à l'emplacement de l'ancienne mare
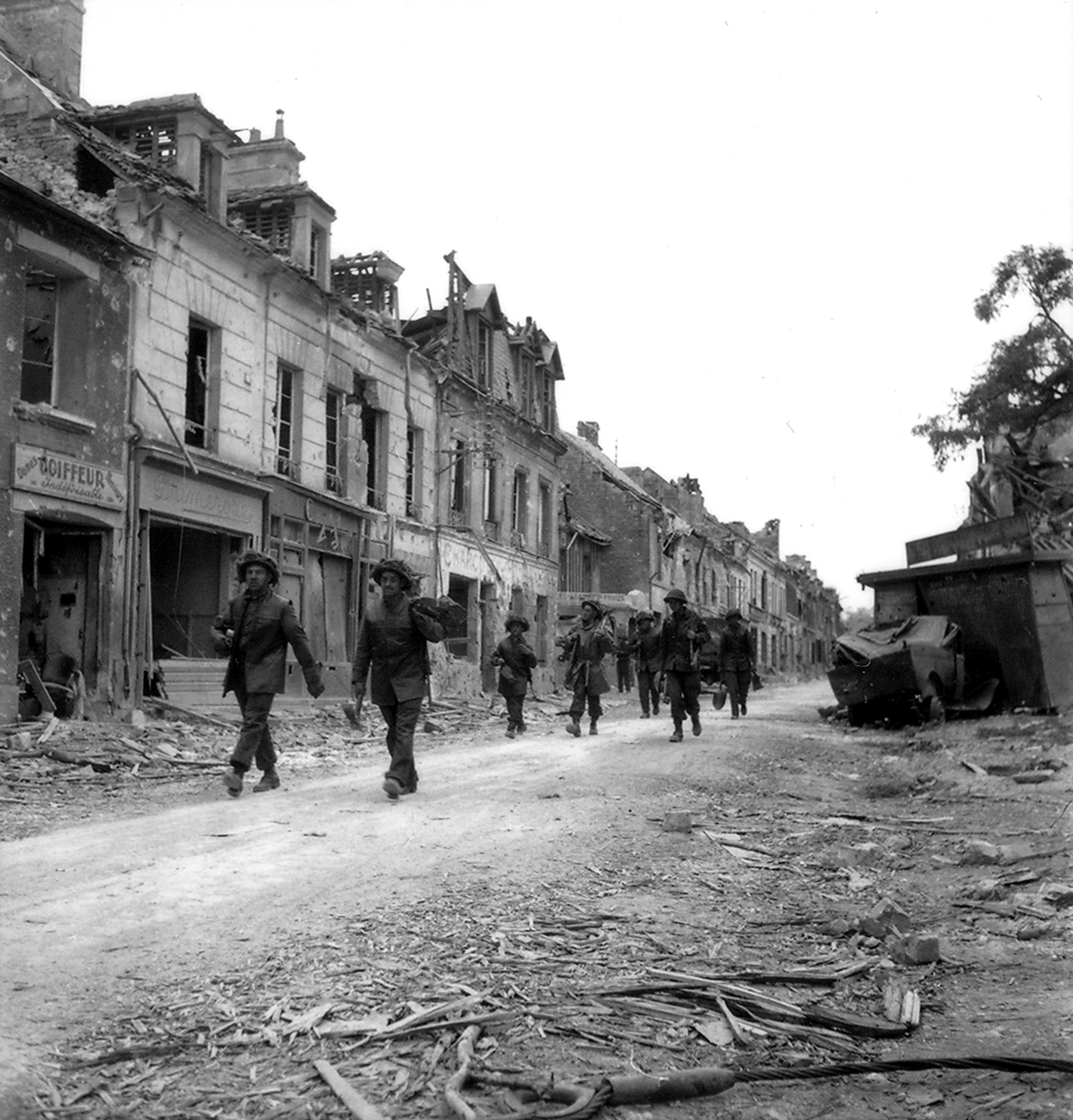
Les Canadiens entrant dans Caen en 1944

## La Maladrerie de Beaulieu au centre pénitentiaire de Caen

### La Maladrerie de Beaulieu
En 1066-1070, Lanfranc fonde à l'intérieur d'un enclos de 12 acres une maladrerie dépendante de l'abbaye aux Hommes. Elle était chargée de soigner, ou du moins d'accueillir, les malades du Bourg-l'Abbé, de Venoix et de Saint-Germain-la-Blanche-Herbe. Elle prend le nom de « maison des lépreux dans le Bourg-l'Abbé » ou d'« hôpital Saint-Étienne », mais elle est plus couramment appelé Petite maladrerie pour la distinguer de la Grande maladrerie fondée à proximité par Henri II d'Angleterre en 1161.
Sur la route de Bayeux, se trouvait la chapelle de la Petite-Maladrerie, dite « du Nombril-Dieu »,. Composée d'une nef et d'un chœur de dimension similaire, elle était longue de 15 mètres. Construite à la fin du XIIe siècle, elle était de style roman de transition. Elle était surmontée d'un clocher-mur et la porte latérale était ornée d'une archivolte parée d’étoile. 
La Grande maladrerie était une « merveilleuse maison de lépreux » dédiée à la Vierge, d'où ses différentes dénominations (« Notre-Dame de Beaulieu » ou « Sainte-Marie de Beaulieu »). Elle était réservée aux habitants de Bourg-le-Roi (actuel centre-ville ancien de Caen). Elle était constituée d'un clos de 4 hectares et 86 acres dans lequel on entrait soit par la porte des champs, soit par la porte de la ville. À l'intérieur, un ensemble de bâtiments, séparés par des jardins plantés d'arbres, formaient un rectangle. 
La cour à l'intérieur de l'espace central correspond peut-être à l'ancien cimetière, des squelettes humains ayant été mis au jour lors de travaux pendant la Reconstruction. Le logis du curé se trouvait au-dessus de la porte de la ville. Au milieu de la cour, un puits a subsisté jusqu'à aujourd'hui. Cet agglomérat était cerné par un ensemble de douze cellules. À l'extérieur de l'enclos, on pouvait trouver au nord-est une mare, transformée plus tard en lavoir, et au sud-est un cimetière.
La charte de fondation de la Grande Maladrerie ayant été perdue, Charles V de France reconnait en 1364 les échevins de Caen comme fondateurs et patrons de la Grande Maladrerie. En 1540, on ne dénombre que quatre malades dans la maladrerie. En décembre 1672, les deux maladreries sont confiées par Louis XIV à l'Ordre de Notre-Dame du Mont-Carmel et de Saint-Lazare de Jérusalem. Quinze ans plus tard, elles sont rendues à la ville de Caen, mais les deux hôpitaux sont rattachés à l'Hôtel-Dieu de Caen.

### La prison
Au XVIIIe siècle, la Grande maladrerie est en ruine. En 1765-1768, on construit à son emplacement un dépôt de mendicité afin d'y enfermer les pauvres, les malades et les délinquants. Beaulieu devient le principal centre de détention de la ville. Elle accueille également des personnes détenues par lettres de cachet. Après la destruction de la Tour Chastimoine en 1795, la prison accueille les malades mentaux qui y étaient enfermés. Ce dépôt baptisé de Bicêtre est transformée en 1812 en maison centrale de force et de correction. L'établissement perd tout usage hospitalier en 1820 puisque les malades mentaux sont désormais envoyés au Bon-Sauveur. De 1812 à 1851, l'administration pénitentiaire transforme radicalement les locaux. La chapelle du Nombril-Dieu, vendue en 1791 comme bien national et transformée en école, en magasin à bois, puis en boulangerie, est finalement démolie vers 1874-1875 pour agrandir l'établissement.
À partir de 1873, la prison est réservée aux réclusionnaires et plus tard aux condamnés politiques. La maison centrale est officiellement mis en service en 1907. Alors que l'évacuation de la ville est décidée le 6 juin 1944, la Gestapo ouvre les portes de la maison d'arrêt de la Maladrerie et 87 des 116 prisonniers politiques et otages — parmi lesquels trois femmes — sont amenés dans les courettes de promenade et fusillés. En application des dispositions « Nuit et brouillard », les corps sont transportés et les archives de la prison détruites, si bien que les corps n'ont jamais été retrouvés,, La prison est plusieurs fois bombardée durant la bataille de Caen et en partie reconstruite dans les années 1950. En 1975, il devient centre de détention pour longues peines Le bâtiment du XIXe siècle fait l'objet d'une inscription au titre des monuments historiques par arrêté du 29 octobre 1975. Depuis 2000, l'établissement dispose d'un service médico-psychologique régional (SMPR).

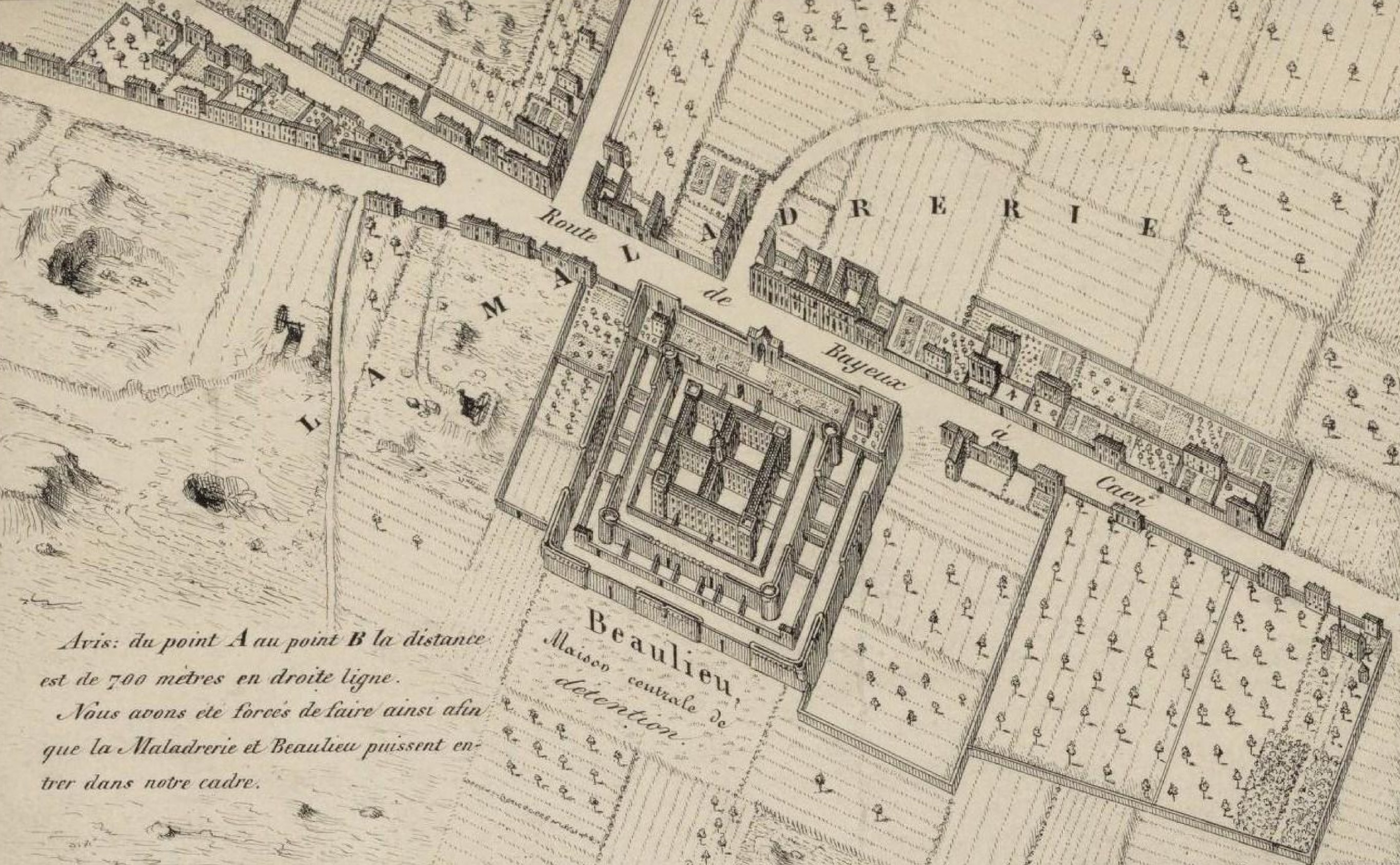
Plan de la prison vers 1850
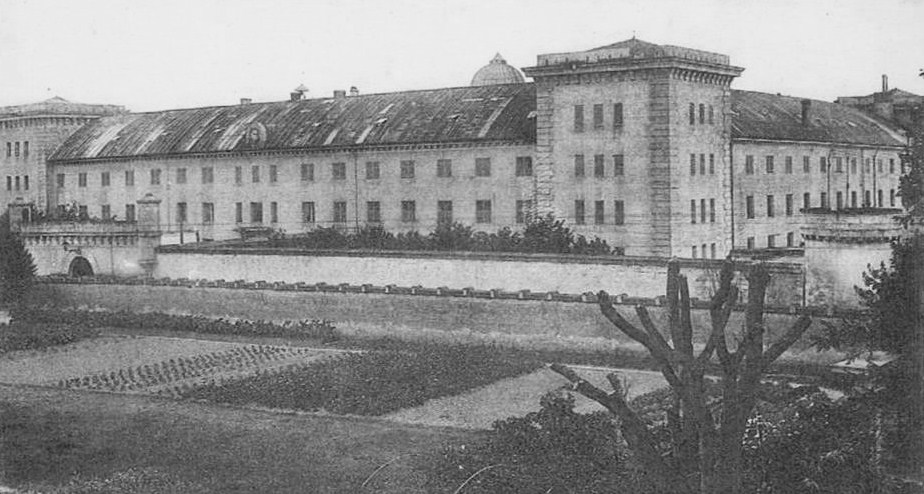
Prison au début du XXe siècle
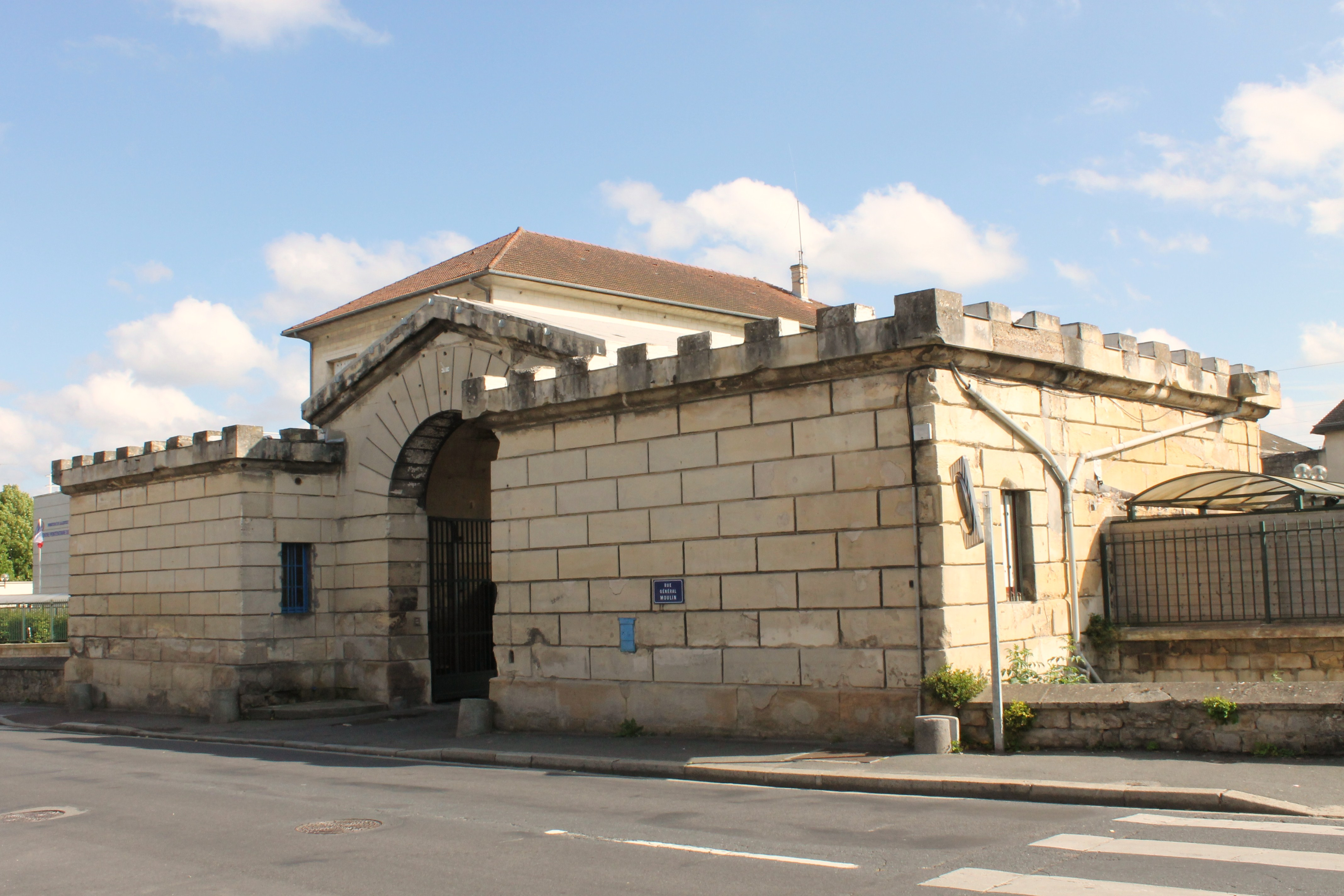
L’entrée de la prison en 2012